# Веларі (Горж)
Веларі (рум. Vălari) — село у повіті Горж в Румунії. Входить до складу комуни Стенешть.
Село розташоване на відстані 239 км на захід від Бухареста, 14 км на північ від Тиргу-Жіу, 103 км на північний захід від Крайови.

## Населення
За даними перепису населення 2002 року у селі проживали 163 особи, усі — румуни. Усі жителі села рідною мовою назвали румунську.